# Constantino (estratego da Capadócia)
Constantino (em grego medieval: Κωνσταντῖνος) foi um oficial bizantino do século X. Ele é mencionado em um selo no qual é descrito como protoespatário e estratego da Capadócia. Pensa-se, porém, que talvez pode ser identificado com Constantino Maleíno, mas a identificação ainda é incerta.